# Kakani
Kakani (nep. ककनी) – gaun wikas samiti w środkowej części Nepalu w strefie Bagmati w dystrykcie Nuwakot. Według nepalskiego spisu powszechnego z 2001 roku liczył on 1396 gospodarstw domowych i 7604 mieszkańców (3843 kobiet i 3761 mężczyzn).